# イオン熊野店
イオン熊野店（イオンくまのてん、英: ÆON KUMANO）は、三重県熊野市井戸町に所在し、イオンリテール株式会社が運営・管理する総合スーパー（GMS）である。

## 概要
旧名称は「ジャスコ熊野店」（ジャスコくまのてん）。大規模小売店舗立地法に基づく届出では、「ジャスコシティ熊野店」の名称を使用していた。2018年（平成30年）現在の届出名称は、営業上の名称と同じ「イオン熊野店」。
建物はコンクリート造。屋上駐車場を備える。
競合店舗としては、道路を挟んだ向かい側にオークワ熊野店もある。

## テナント
1階にドラッグストアのセイムス、2階に100円ショップのワッツが入居する。飲食店は入居していない。

## アクセス
- JR紀勢本線熊野市駅から徒歩7分[11]。
- 河上横町バス停から徒歩すぐ[11]。
- 駐車場は、平面駐車場と屋上駐車場がある[6]。